# Monumento ai caduti (Castel Goffredo)

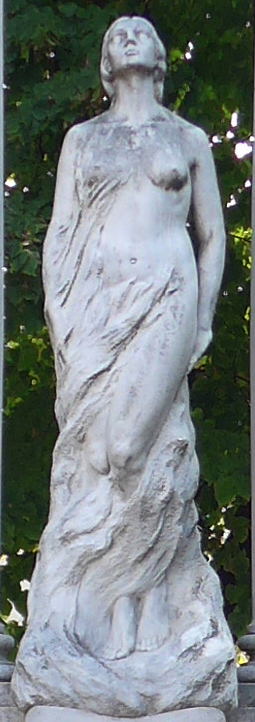
Particolare.

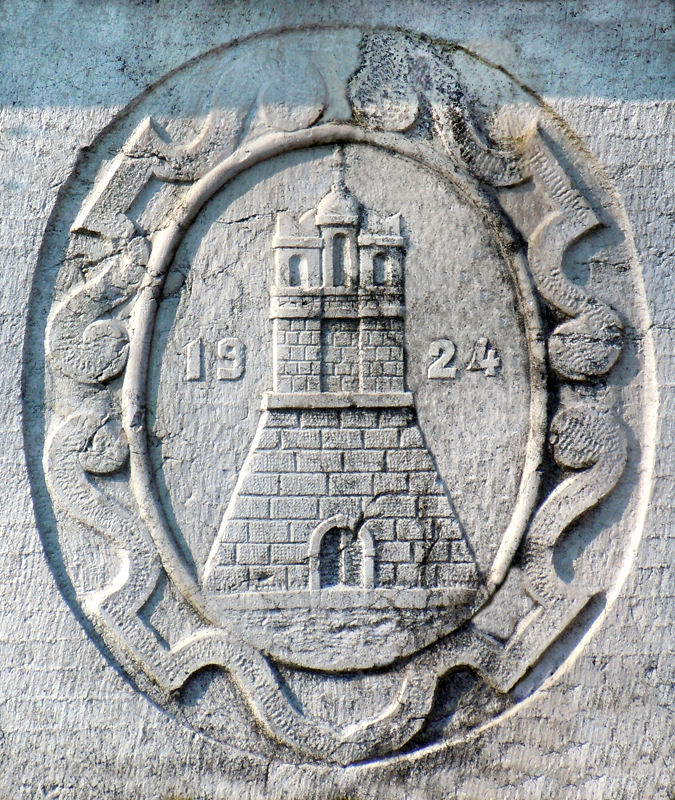
Stemma di Castel Goffredo sul retro del monumento.

Il monumento ai Caduti di Castel Goffredo è un complesso scultoreo del 1924 in marmo bianco e si erge a Castel Goffredo nei giardini pubblici di piazzale della Vittoria.
Fu realizzato dallo scultore Timo Bortolotti - artista che si esprimeva con forme che si ispiravano a un ritorno all'antico e all'idea del classico. La costruzione è posta al di sopra di tre gradini e costituita da una figura femminile racchiusa tra due colonne di stile ionico sormontate da fregio e architrave spezzata su cui spicca la citazione latina Per aspera ad astra. Alla base del monumento sono poste le lapidi a ricordo dei Caduti delle due guerre.

## Storia e descrizione
La costruzione di un monumento in ricordo dei Caduti venne decisa alcuni mesi dopo lo scoppio della prima guerra mondiale. In una seduta del consiglio comunale di Castel Goffredo presieduto dal sindaco Omero Franceschi, il 3 ottobre 1915, venne deliberato di creare un monumento alla memoria. 
Nel 1920 la nuova amministrazione legata al Partito Popolare Italiano proseguì nell'idea e nel giugno 1921 venne creato un comitato per l'erezione del monumento, che deliberò una raccolta di fondi, che raggiunse la cifra di 30.000 lire. Il comitato iniziò a vagliare i progetti di realizzazione, ispirati alla glorificazione del sacrificio dei caduti.
La nuova amministrazione fascista, insediatasi nel 1923, proseguì la pratica affidata al comitato "Pro ricordo caduti". Venne scelta la zona in cui costruire il monumento, esattamente al termine di via Giovanni Acerbi nel "Parco delle Rimembranze" e scartata l'idea di erigerlo nei pressi del cimitero. Venne contattato dall'amministrazione comunale lo scultore bresciano Timo Bortolotti ed invitato a presentare un bozzetto dell'opera. Il contratto per l'esecuzione dell'opera e il bozzetto del monumento venne firmato nel 1924.
Il monumento venne inaugurato il 10 maggio 1925 dal deputato mantovano Gino Maffei (1890-1938).